# Swing Your Daddy
Swing Your Daddy est une chanson de 1975 écrite par Kenny Nolan (en). Interprétée par Jim Gilstrap, elle entre dans le top 10 du Billboard R&B, atteint le top 5 au Royaume-Uni et la première place en Belgique et aux Pays-Bas. 
C'est aussi le nom de l'album sorti la même année et d'une compilation sortie en 1989.

## Simple
Le simple est publié chez Chelsea Records/Roxbury (en) en 1975 (référence RB-2006). 
On trouve parfois le complément 'Part 1', relativement à la dernière piste de l'album qui s'intitule Swing Your Daddy Part 2.

### Classement
Le titre atteint la première position aux Pays-Bas et en Belgique. Il reste classé plus de dix semaines en Belgique, aux Pays-Bas et en Nouvelle-Zélande.
| Classement (1975)                             | Meilleure position |
| --------------------------------------------- | ------------------ |
| États-Unis (Billboard Hot 100)                | 55                 |
| États-Unis (Billboard R&B)                    | 10                 |
| États-Unis (Cash Box Top 100)                 | 57                 |
| États-Unis (Cash Box R&B)                     | 17                 |
| Royaume-Uni (Official Charts)                 | 4                  |
| Pays-Bas (Single Top 100)                     | 1                  |
| Pays-Bas (Top 40)                             | 1                  |
| Belgique (Ultratop 50 Singles francophone)    | 2                  |
| Belgique (Ultratop 50 Singles néerlandophone) | 1                  |
| Belgique (Radio 2 Top 30)                     | 1                  |
| Nouvelle-Zélande                              | 9                  |
| Allemagne                                     | 37                 |
| Afrique du Sud                                | 14                 |

Au classement Radio 2 Top 2000 aux Pays-Bas, le single atteint la 1960e position en 1999 et la 1954e place en 2001.

### Reprises
Le titre est repris :
- sur Springbok Hit Parade 24[12], compilation issue de la radio sud africaine Springbok Radio (en), via un groupe de reprises[13], en 1975,
- par Jimmy Jones, en single, en 1982[14],
- par Mike Anthony en 1982[15],
- par Jonathan Butler en 2009, sur la réédition[16] de son album I Love How You Love Me initialement sorti de 1975[17].

## Album
Un album au titre identique sort la même année (référence RLX 102). La pochette est illustrée par John Mattos. 

Trois titres sont sortis en simple : Swing Your Daddy, House of Strangers et Put Out The Fire.
| 1. | Put Out The Fire           | Lamont Dozier, McKinley Jackson                                                      | 5:48 |
| 2. | Special Occasion           | Al Cleveland (en), William "Smokey" Robinson                                         | 3:14 |
| 3. | Ain't That Peculiar        | Marvin Tarplin, Robert Rogers, William "Smokey" Robinson, Warren Moore               | 4:26 |
| 4. | One More Heartache         | Marvin Tarplin, Robert Rogers, Ronald White, William "Smokey" Robinson, Warren Moore | 3:00 |
| 5. | House Of Strangers         | Dave Appell (en), Sandy Linzer (en)                                                  | 3:37 |
| 6. | Take Your Daddy For A Ride | Kenny Nolan                                                                          | 5:32 |
| 7. | Swing Your Daddy           | Kenny Nolan                                                                          | 2:52 |
| 8. | Swing Your Daddy, Part II  | Kenny Nolan                                                                          | 3:23 |

Une version de l'album intitulée I'm On Fire parait aux Pays-Bas : elle contient le single éponyme (une reprise du groupe 5000 Volts) qui remplace la quatrième piste initiale.

### Classement annuel
| Classement (1975)          | Meilleure position |
| -------------------------- | ------------------ |
| États-Unis (Billboard 200) | 179                |

## Compilation
En 1989, le label Start réédite le catalogue de Chelsea Records et publie une compilation de Jim Giltrap reprenant le contenu de ses deux albums parus en 1975 et 1976 (référence CHELD1005).
| 1.  | Swing Your Daddy           | Kenny Nolan                                                                          | 2:52 |
| 2.  | Put Out The Fire           | Lamont Dozier, McKinley Jackson                                                      | 5:48 |
| 3.  | Special Occasion           | Al Cleveland (en), William "Smokey" Robinson                                         | 3:14 |
| 4.  | Move Me                    |                                                                                      |      |
| 5.  | Hello It's Me              |                                                                                      |      |
| 6.  | One More Heartache         | Marvin Tarplin, Robert Rogers, Ronald White, William "Smokey" Robinson, Warren Moore | 3:00 |
| 7.  | House Of Strangers         | Dave Appell (en), Sandy Linzer (en)                                                  | 3:37 |
| 8.  | Ain't That Peculiar        | Marvin Tarplin, Robert Rogers, William "Smokey" Robinson, Warren Moore               | 4:26 |
| 9.  | Never Stop Loving Me       |                                                                                      |      |
| 10. | Take Your Daddy For A Ride | Kenny Nolan                                                                          | 5:32 |
| 11. | Love Talk                  |                                                                                      |      |
| 12. | Swing Your Daddy, Part II  | Kenny Nolan                                                                          | 3:23 |